# سيلفيو غراند
سيلفيو غراند (بالإسبانية: Silvio Grand)‏ هو راقص باليه أرجنتيني، ولد في 16 يونيو 1980.